# شنان شعيري
الشَّنَّان الشُعيري (باللاتينية: Anabasis setifera) نوع نباتي يتبع جنس الشَّنَّان من الفصيلة القطيفية.

## الموئل والانتشار
موطنها المشرق العربي ووادي النيل.